# Politehnica din Szczecin

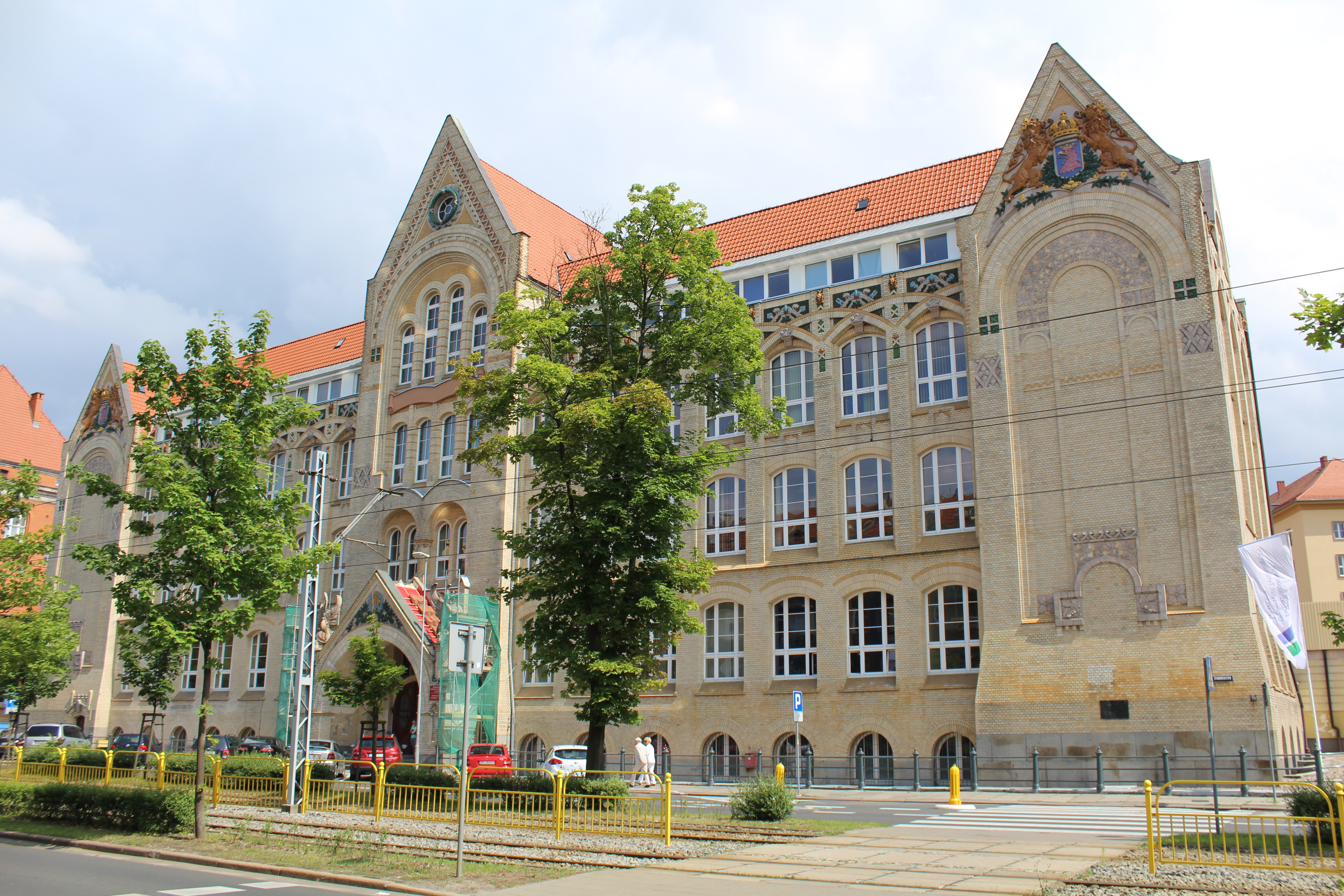
ZUT: Facultatea de Inginerie Electrică

Politehnica din Szczecin (în poloneză Politechnika Szczecińska) este printre cele mai mari universități din Szczecin, Polonia.

## Istorie

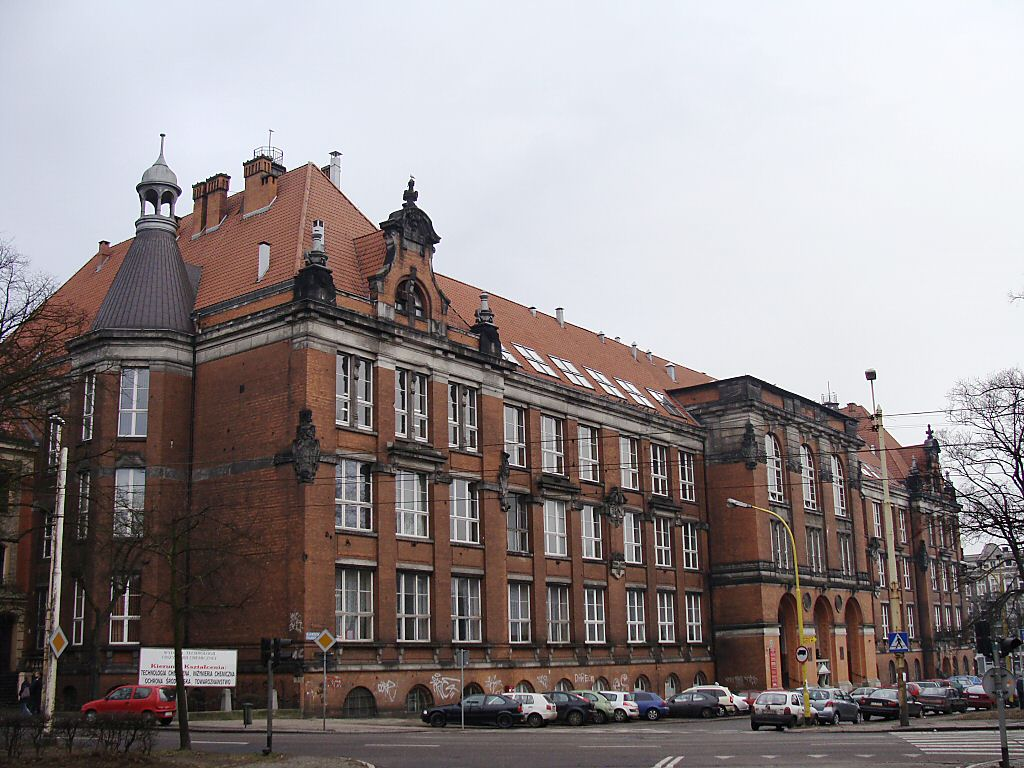
ZUT: Facultatea de Inginerie Chimică

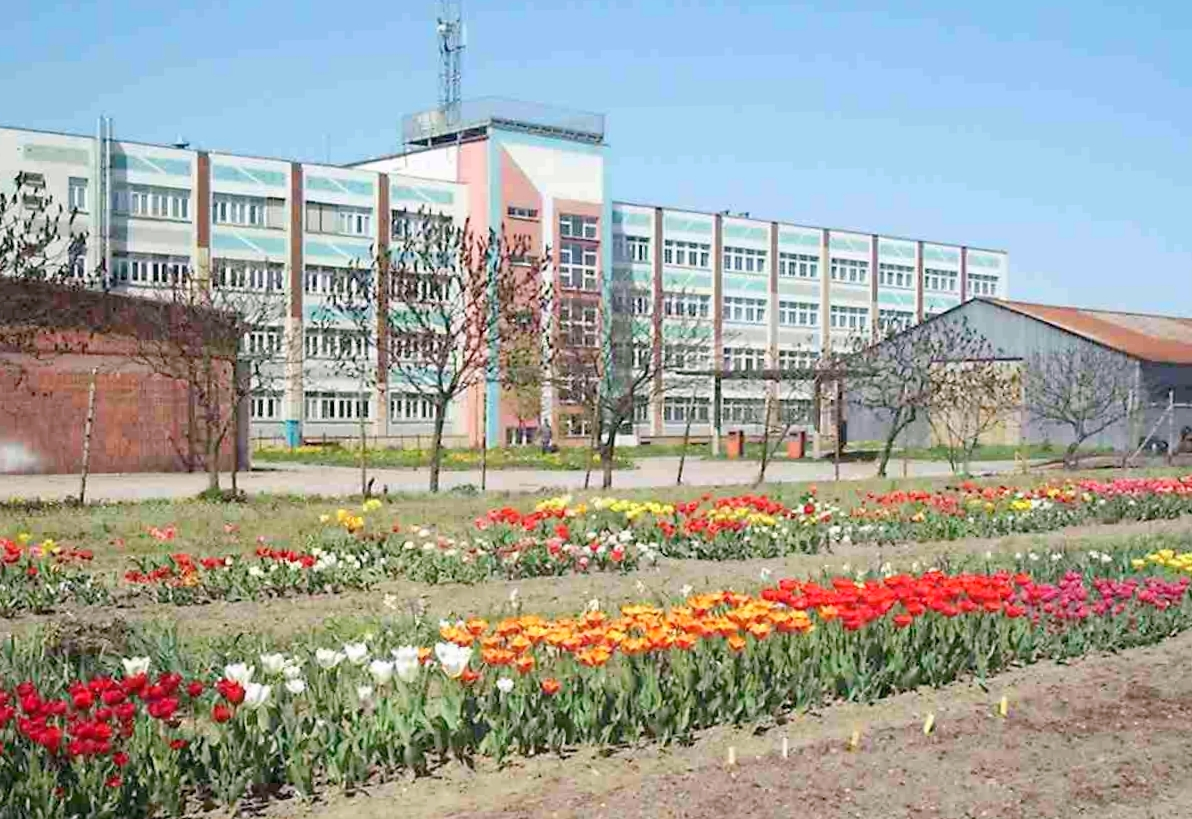
ZUT: grădină, anterior în Universitatea Agriculturală din Szczecin

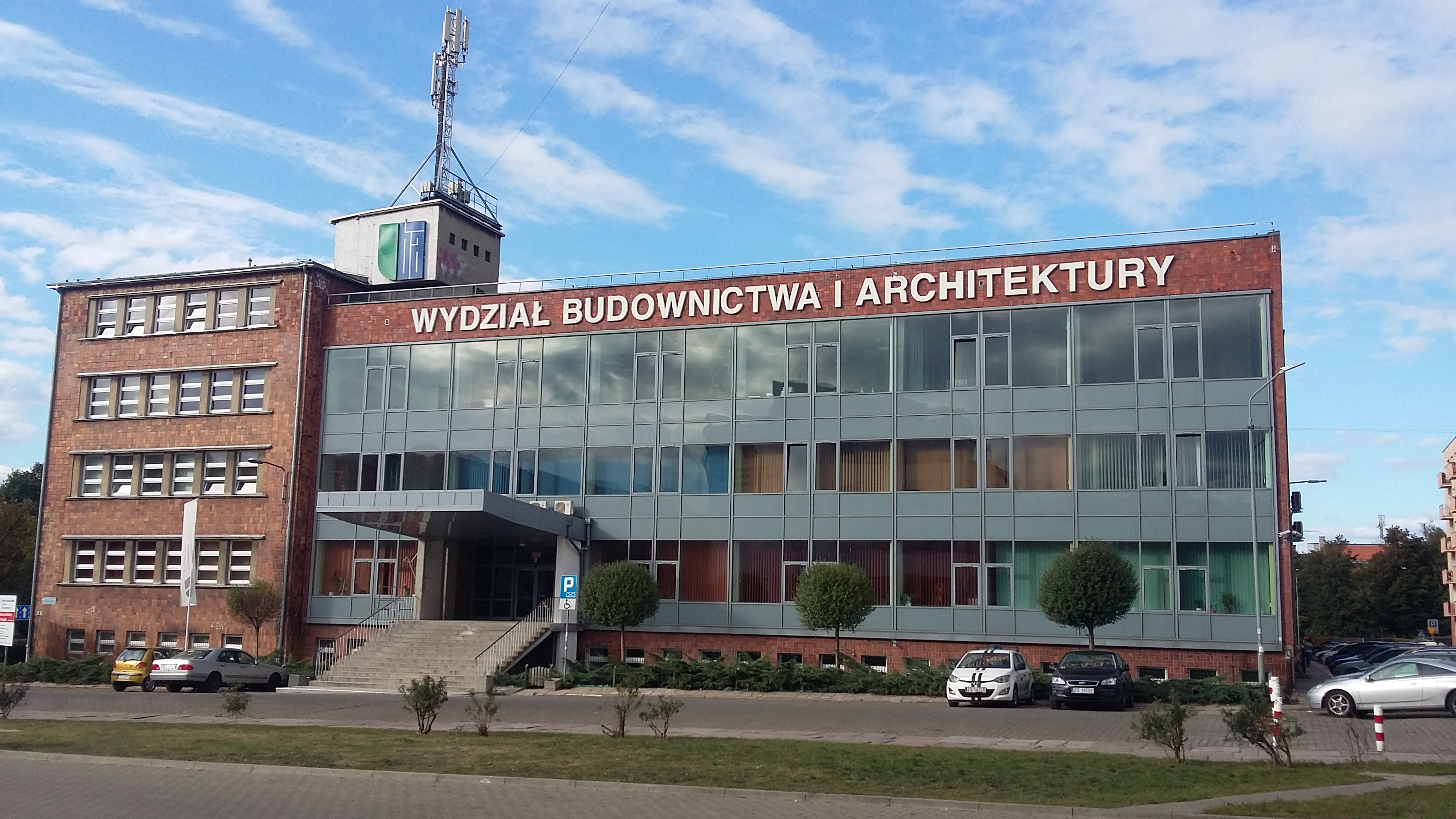
ZUT: Facultatea de Inginerie Civilă și Arhitectură

Universitatea a fost fondată la 1 decembrie 1946, ca Școala de Inginerie din Szczecin (Szkoła Inżynierska w Szczecinie). A avut trei facultăți - Facultatea de Inginerie Electrică, Facultatea de Inginerie Civilă și Facultatea de Inginerie Mecanică. În 1947, a mai fost adăugată încă o facultate, cea de inginerie chimică.
La 1 septembrie 1955, Școala de Inginerie a fost combinată cu Școala de Economie din Szczecin (Szkoła Ekonomiczna w Szczecinie) și a fost deschisă Facultatea de Ingeria și Economia Transportului. La 3 septembrie 1955, a fost schimbat numele acestei universități la "Politehnica din Szczecin". Din 2009 sub numele Zachodniopomorski Uniwersytet Technologiczny w Szczecinie (ZUT). ZUT a fost creată după ce s-a alăturat unei alte universități Universitatea Agriculturală din Szczecin (Akademia Rolnicza w Szczecinie).

## Facultăți
Politehnica din Szczecin are șase facultăți:
- Facultatea de Inginerie Chimică (Wydział Technologii i Inżynierii Chemicznej)
- Facultatea de Inginerie Civilă și Arhitectură (Wydział Budownictwa i Architektury)
- Facultatea de Informatică (Wydział Informatyki)
- Facultatea de Inginerie Electrică (Wydział Elektryczny)
- Facultatea de Tehnologie Maritimă (Wydział Techniki Morskiej)
- Facultatea de Inginerie Mecanică (Wydział Mechaniczny)